# Реэнвиллер
Реэнвилле́р (фр. Rehainviller) — коммуна во французском департаменте Мёрт и Мозель региона Лотарингия. Относится к кантону Жербевиллер.	

## География
Реэнвиллер расположен в 26 км к юго-востоку от Нанси. Соседние коммуны: Люневиль на северо-востоке, Эримениль и Монсель-ле-Люневиль на востоке, Ксермамениль и Ламат на юге, Мон-сюр-Мёрт на западе.

## История
- Впервые поселение Regisvillare упомянута в 1152 году.
- Коммуна сильно постардала во время Первой мировой войны.

## Демография
Население коммуны на 2010 год составляло 968 человек.
| 1962 | 1968 | 1975 | 1982 | 1990 | 1999 | 2010 |
| ---- | ---- | ---- | ---- | ---- | ---- | ---- |
| 623  | 568  | 509  | 784  | 891  | 881  | 968  |

## Достопримечательности
- Замок д'Адомениль XVII века.